# Jose Maria Iparragirre Balerdi
|  | «Gernikako Arbola» redirigeix aquí. Vegeu-ne altres significats a «arbre de Guernica». |

Jose Maria Iparragirre Balerdi (Urretxu, Guipúscoa, 1820 - Ezkio-Itsaso 1881) va ser un escriptor en èuscar autor, entre d'altres, dels himnes Gernikako Arbola (L'arbre de Gernika) i Agur Euskalerria (Adeu, País Basc).

## Biografia
Va lluitar a la Primera Guerra Carlina i fou ferit en una cama. Bertsolari, va ser autor de zortzikos. Es casà el 1859 i després s'exilià a l'Uruguai on visqué uns anys, tornà al País Basc el 1877 (els furs bascos, que ell havia defensat, havien estat abolits el 1876).
Influït pel Romanticisme i l'obra de Charles Baudelaire.
La seva obra Gernikako Arbola va ser fruit de la improvisació (a la manera dels bertsolaris) i la va cantar, acompanyat de la guitarra, a Madrid el 1859.

## Obres
- Agur Euskalerria
- Ameriketatik Urretxuko semeei
- Errukarria
- Ezkongaietan
- Gernikako Arbola
- Glu, glu, glu!
- Gora Euskera
- Kantari euskalduna
- Nere amak baleki
- Nere etorrera
- Nere izarra
- Nere maitearentzat
- Nere ongile maiteari
- Ume eder bat
- Zugana manuela

### Gernikako Arbola
| 1 Gernikako Arbola da bedeinkatua euskaldunen artean guztiz maitatua. Eman ta zabal zazu munduan frutua adoratzen zaitugu arbola santua 2 Mila urte inguru da esaten dutela Jainkoak jarri zuela Gernikako Arbola. Zaude bada zutikan orain ta denbora eroritzen bazera arras galdu gera |  | 3 Ez zera eroriko Arbola maitea baldin portatzen bada Bizkaiko Juntea. Laurok hartuko degu zurekin partea pakian bizi dedin euskaldun jendea. 4 Betiko bizi dedin Jaunari eskatzeko jarri gaitezen danok laster belauniko. Eta bihotzetikan eskatu ezkero Arbola biziko da orain eta gero. |  | 5 Arbola botatzia dutela pentsatu Euskal Herri guztian danok badakigu. Ea bada jendea denbora orain degu erori gabetanik eduki behar degu. 6 Beti egongo zera udaberrikoa lore aintzinetako mantxa gabekoa. Erruki zaitez bada bihotz gurekoa denbora galdu gabe emanik frutua. |  | 7 Arbolak erantzun du kontuz bizitzeko eta bihotzetikan Jaunari eskatzeko. Gerrarik nahi ez degu pakea betiko gure lege zuzenak hemen maitatzeko. 8 Erregutu diogun Jaungoiko Jaunari pakea emateko orain eta beti. Bai eta indarra ere zerorren lurrari eta bendizioa Euskal Herriari. |  |

- Traducció:

L'arbre de Gernika.
L'arbre de Gernika

és símbol beneït

que tot bascoparlant estima

amb amor de molt endins.

Arbre sant: propaga

el teu fruit pel món

mentre et tributem

fervent admiració.

La tradició ens diu

que l'arbre de Gernika

fa més de mil anys

que va ser plantat per Déu.

Arbre sant: no caiguis.

que sense la teva dolça ombra

completa, irremissible,

és la nostraperdició.

No cauràs, oh roure!,

si compleix els seus deures

Biscaia. Una noble abraçada

els seus fills s'han de donar.

I així les quatre germanes

li donaran el seu suport

per tal que el bascoparlant

visqui lliure i en pau.

Perquè mai mori

el símbol sagrat

dobleguem el genoll

i invoquem a Déu.

i l'arbre sagrat

viurà eternament

essent l'himne de glòria

de la nostra redenció,

En temps ara llunyans,

oh pàtria sempre estimada!,

del teu terra volgueren

l'arbre arrencar.

Unim-nos, germans,

i lluitem sense treva

per a defensar el tron

de la nostra llibertat.

Roure antic i sense taca:

conserva't bell,

com primavera eterna,

amb eternal verdor.

Tingues pietat de nosaltres

i presta'ns la teva ombra,

puix t'adorem tots

amb santa devoció.

L'arbre ens respon:

"Viviu assabentats

i que jo mai mori

heu de demanar sempre".

No desitgem guerra,

que en pau amb les nostres lleis

sàvies, lliures i estimades,

desitgem viure.

Volem abans de tot,

que amb la pau fecundi

la terra que sosté

l'arbre secular.

La seva ombra benefactora

vssi generós

sobre el poble bascoparlat

lliure, noble i audaç.